# 薈港尊邸
薈港尊邸位於中國深圳市龍華區，是深圳地鐵4號線龍華車輛段上蓋項目第一期。此項目由港鐵公司全資附屬公司-港鐵（深圳）獨資發展，建築師為梁黃顧建築師（香港）事務所有限公司，並由中國建築第三工程局承建。項目在2011年12月動工，並於2015年4月開售。目前，項目首期命名為天頌.上璽，並於2016年12月入伙；而第二期亦已於2017年6月入伙。

## 歷史
2011年8月中，港鐵（深圳）向政府以19億7700萬人民幣底價購入本上蓋項目，是港鐵首次在香港以外發展鐵路上蓋物業。

## 簡介
此項目住宅部分分為兩期發展，全部樓面面積合共20.6萬平方米（即約222萬平方呎），合共1700伙。本項目之宣傳名稱為「天頌」。

### 第一期-天頌.上璽
第一期由六座6-12層低層住宅，以及26座獨立屋組成，共150伙。其中，六座低層住宅採複式及單方向設計，各單位面積為2045平方呎。

### 第二期
第二期由九座28-47層高層住宅組成（不設避火層），共1550伙，提供3至4房單位，面積介乎於959至1886平方呎。

## 外部連結
- 薈港尊邸（天頌）